# 田野聖子
田野 聖子（たの せいこ、1971年5月4日 - ）は、日本の女優、声優、映画監督。千葉市出身。劇団俳優座からACT JP エンターテイメントへ移籍。血液型はA型。

## 人物
昭和学院高校を経て、1990年に日本大学芸術学部映画学科演技コースに入学、1年在学中に劇団俳優座の一般公募4期オーディションに合格し、大学を中退して劇団に入団する。同期生たちが舞台の仕事で地方公演に飛び回っている中、研究生時代はテレビと映画の世界で活躍する。
千田是也の遺作となった『カラマーゾフの兄弟』のリーザ役オーディションで千田の目に止まりデビュー、その後大役が続く。
出演作『あなたまでの6人』は読売演劇大賞作品賞を受賞した。2001年主演作『十二夜』ではシアターガイドベストプレイヤーに名を連ねる。
森川時久監督『アカシアの町』で映画初主演する。同年、吉田和義監督『ワシントンポストマーチ』は文部大臣賞を受賞する。
その後、吹き替えの仕事をはじめ、活動の場を広げる。
2003年から2006年まではニューヨークに在住していたため、その間の活動はなし。文化庁の派遣ではなく、自費での渡米だったらしい。2006年に東京に戻って活動再開。
ニューヨークにて一人芝居『花いちもんめ』を上演する。
ギネス記録を持つ世界最長ロングラン公演『マウストラップ』60周年記念公演ジャパンプロダクションに出演し、好評を得る。
近年、映画監督としても活動を開始した。監督作品『のりとななかまど』『うつぐみの色』は各映画祭にて賞を受賞している。
2018年3月 劇団俳優座を退団。現在、ACT JP エンターテイメント所属。

## 出演

### 舞台
- カラマーゾフの兄弟 - リーザ 役（千田是也 演出/劇団俳優座本公演）1994年10月/95年1月96年11月/97年6~7月
- ソフィストリー - デビー 役（青井陽治  演出/劇団俳優座本公演）1995年7月
- 村岡伊平治伝 - 福田しお子 役（増見利清 演出/劇団俳優座本公演）1996年9月/97年9月
- PRIVATE PIANO TEATRE - 高橋紀子役（根田真児演出/YAMAHA present）
- メフィスト - エーリカ 役（勝田安彦 演出/劇団俳優座LABO公演）1997年11月
- あなたまでの6人 - エリザベス 役（青井陽治 演出/劇団俳優座本公演）1998年5月
- 千鳥 - 左偉田照美 役（阿部廣次 演出/劇団俳優座本公演）1999年1月
- 我らが祖国のために - メアリー 役（勝田安彦 演出/劇団俳優座本公演）2000年7月
- 東海道四谷怪談 - お岩 役（山崎哲 演出/トムプロジェクト公演）2000年5月
- 女殺し油地獄 - お吉 役（山崎哲 演出/新転位21公演）2001年8月
- 十二夜- ヴァイオラ 役（佐竹修 演出/劇団俳優座本公演）2001年1月
- 新・乾いて候 - 野々宮 役（田中林輔 演出／新橋演舞場 公演）2003年5月~7月/2005年7月
- ヴェニスの商人 - ポーシャ 役（若尾哲平 演出）2006年4月
- じゃじゃ馬馴らし - ビアンカ 役（高瀬久男 演出/テアトル・デ・シーニュ公演）2006年9月
- コンスタントワイフ - マーサ 役（高岸未朝 演出/劇団俳優座LANO公演）2008年2月
- 一人芝居・花いちもんめ - 鈴 役（千葉哲也 演出）東京・NY公演　2008年6月
- スペース・ターミナル・ケア - 中島医師 役（栗山民也 演出/劇団俳優座本公演）2008年10月
- nine - 立花キョウコ 役（山田潤 演出/劇団俳優座本公演）2009年6月
- 雪ん子 - きぬ 役/つぎ 役（浅利慶太 演出／劇団四季 公演）2011年6月〜8月
- 解ってたまるか! - 光枝 役（浅利慶太演出／劇団四季 公演）2012年3月
- サウンド・オブ・ミュージック - エルザ 役（劇団四季 公演）2012年6月〜9月/2013年1月
- マウストラップ（ねずみとり）- ミス・ケースウェル 役（ジェイスン・アーカリ 演出/マウストラップ60周年記念公演ジャパンプロダクション）2013年3月
- 7人の墓友 - 吉野美枝子 役（鈴木聡 脚本／佐藤徹也 演出／劇団俳優座70周年記念公演）2014年5月/2017年３~12月
- 赤毛のアン - バリー夫人 役（浅利慶太演出／劇団四季 公演）2014年9月
- オンディーヌ - 王妃イゾルテ 役（浅利慶太演出／浅利演出事務所 公演）2015年4月
- ヘッダ・ガーブレル - ヘッダ 役（堀越大史 演出/劇団俳優座本公演）2015年9月
- この生命 誰のもの - 権藤令子役（浅利慶太演出／浅利演出事務所 公演）2016年6月
- 病は気から - ベリーヌ 役（髙岸未朝演出/劇団俳優座本公演）2017年1月
- 海の凹凸 - 加山泰子 役（眞鍋卓嗣演出/劇団俳優座本公演）2017年9月
- アンドロマック - クレオーヌ 役（浅利慶太演出／浅利演出事務所 公演）2018年9月/2022年10月
- ご馳走 - 咲織・ベーカー役（秋乃桜子作/加納幸和演出/ 西瓜糖公演）2019年5月
- 人魚姫 - おばあさん役（ヤストミフルタ演出/ ノックノックス公演）2019年6月
- 終わらない世界 - 熊川ミチヨ役（益山貴司演出）2019年12月
- 家族と呼ばないで - 西田由紀子役（田中しげ美演出/ GENKI Produce公演）2020年1月
- シェイクスピア〜哀しみの女たち - デズデモナ、マクベス夫人、オフィーリア、コーディリア、ジュリエット（髙岸未朝演出/名取事務所公演）2020年10月2021年1月
- 迷子 - 加藤朝子役（谷碧仁作演出/ 劇団時間制作公演）2020年11月
- おぉーい - おはなさん役（ヤストミフルタ演出/ ノックノックス公演）2021年8月
- かいじゅうのまち - 魔女役（ヤストミフルタ演出/ ノックノックス公演）2021年12月
- 正太くんの青空 - 新井延子役（高橋いさを演出/ ハルベリーオフィス公演）2022年1月
- キャッシュオンデリバリー - サリー・チェシントン役（野坂実演出/ SHY BOY プロデュース）2022年5月
- 女の愛・女の生涯 - 女役（髙岸未朝演出/名取事務所公演）2022年7月
- 幕が上がる - さおり母役（平田オリザ作/久保田唱演出/ サンシャイン劇場）2023年7月
- ホテル・イミグレーション - 柴田春江役（誌森ろば作演出/名取事務所公演）2023年9月
- トータルペイン - 柿沼あかり役（谷碧仁作演出/ 劇団時間制作公演）2023年10月
- 月の岬（松田正隆作/大河内直子演出/unrato公演）2024年2月 - 3月[2]
- ドレミの歌（平塚直隆演出/オイスターズ・ナッポス・ユナイテッド公演）2024年5月[3]
- 父との夏（高橋いさを演出/ハルベリーオフィス公演）2024年7月 - 8月[4]
- PLAY（伊藤和重演出/野村宏伸芸能40周年記念公演）2024年9月[5]
- キャッシュ・オン・デリバリー（林明寛演出/SHY BOYプロデュース公演）2025年2月 - 3月[6]
- 邯鄲・葵上（大河内直子演出）2025年5月[7]
- それってキセキ（菅野臣太朗演出）2025年7月 - 8月[8]

### テレビ
- 相棒 season 11 第13話「幸福な王子」（2013年1月23日、テレビ朝日）- 澤山綾子 役
- 水戸黄門
- 婦人捜査官・小森友子
- 冤罪IV
- 正義の証明
- はぐれ刑事純情派
- 右近誠の殺人調書
- お嬢様は名探偵
- 会津ダンディ
- 冬の訪問者
- 伊奈守草介の事件日誌
- 孤臣

ほか多数

### 映画
- アカシアの町 - 工藤幸子 役（主演　森川時久 監督）
- ワシントンポストマーチ - 二宮千恵 役（吉田和義 監督）
- 8人は考えた - 佐藤亜紀 役（山下秀雄 監督）
- 恋文X（市川悠輔 監督）
- 西北西（中村拓朗 監督）

### ゲーム
- クロックタワー3（ナンシー・ハミルトン）

### 吹き替え
- ER緊急救命室
  - シーズンⅨ #6 - アリソン・デルーカ〈ノラ・ジメット〉 役
  - シーズンⅩ #14 - キャシー・シェパード〈マリン・ヒンクル〉 役
  - シーズンⅩⅠ・ⅩⅡ - オリビア・エバンス〈チャイナ・ヘスシタ・シェイバーズ〉 役
- 騎馬警官 - イレーン 役
- グッド・ワイフ2 - ステファニー 役
- クリミナル・マインド FBI行動分析課 - カサンドラ 役／サラ役／ジェーン役
- サブリナ - ロキシー 役
- デスパレートな妻たち7 - リサ 役
- マイケル・J・フォックス・ショウ - スーザン・ロフドリゲス・ジョーンズ 役
- 愛を読むひと - イラーナ・マーサー 役
- アンネの日記 - マルゴー・フランク 役
- ドラキュリア - ルーシー 役
- フリーダ - クリスティナ 役
- プロビデンス - キャシー 役
- ヒューマン・ターゲット - バーンズ 役
- フレディ&ジェイソン - キーア 役
- ボストン・リーガルII - マーリーン 役
- 名探偵モンク - マーシー・メイビン 役
- レ・ミゼラブル - フォンティーヌ 役
- ROME［ローマ］ - イオカステ 役
- Xカンパニー戦火のスパイたち - アデル役
- アンフォゲッタブル - リサ・ヘクスラー役

ほか多数

### CM
- avex
- DHC
- パナホーム
- 富士通エフサス
- ロート製薬
- SMBCフレンド証券
- NTT東日本
- 花王
- 安田生命

### 監督作品
- 「のりとななかまど」2008年　撮影（秋田県鹿角市にてロケ）
  - 小津安二郎記念蓼科高原映画祭・短編映画コンクール  準グランプリ
  - 秋田インディーズフィルムフェスティバル 優秀賞
  - 西東京市民映画祭 観客賞
  - 福井映画祭 審査員特別賞
  - 深谷インディーズフィルムフェスティバル 入選
- 「うつぐみの色」2009年 撮影（沖縄県竹富島にてロケ）
  - ショートショートフィルムフェスティバル2010（旅ショーット！部門） 入選
  - 那須ショートショートフィルムフェスティバル　入選
  - 小津安二郎記念蓼科高原映画祭・短編映画コンクール 入選
  - 深谷インディーズフィルムフェスティバル 入選
- 「ブクブクあわのゴシゴシけん」2022年 撮影
  - 大分短編映画祭　入選
  - 沖縄NICE映画祭　NICE賞受賞
- 「アノサカアサン」2023年 撮影
  - ショートショートフィルムフェスティバル2024 ノミネート
  - 那須短編映画祭　審査員特別賞受賞
  - 福井駅前映画祭　優秀賞受賞/最優秀女優賞受賞
  - 沖縄NICE映画祭　入選
  - 岩槻映画祭　グランプリ/ さいたま市長賞

## 外部サイト
- オフィシャルブログhttps://ameblo.jp/seikotano（official blog）
- プロフィール - ACTJPエンターテイメント
- 田野聖子 (@stintokyo) - X（旧Twitter）